# بخش ولانس
بخش ولانس (به فرانسوی: Arrondissement de Valence) یک بخش در فرانسه است که در دروم واقع شده‌است.